# Observatório de Rádio Jicamarca
O Observatório de Rádio Jicamarca (JRO) é a âncora equatorial da cadeia do Hemisfério Ocidental de observatórios do Incoerent Scatter Radar (ISR) que se estendem de Lima, Peru, a Søndre Strømfjord, Groenlândia. JRO é a principal instalação científica do mundo para estudar a ionosfera equatorial. O observatório fica a cerca de meia hora de carro do interior (leste) de Lima e a 10 km da autoestrada central (11° 57′ 05″ S, 76° 52′ 27,5″ O, 520 metros ASL). O ângulo de mergulho magnético é de cerca de 1° e varia ligeiramente com a altitude e o ano. O radar pode determinar com precisão a direcção do campo magnético da Terra (B) e pode ser apontado perpendicularmente a B em altitudes em toda a ionosfera. O estudo da ionosfera equatorial está rapidamente tornando-se um campo maduro devido, em grande parte, às contribuições feitas pelo JRO na ciência do rádio.